# 6-Methyluracil
6-Methyluracil ist eine heterocyclische organische Verbindung mit einem Pyrimidingrundgerüst. Es ist ein Derivat der Nukleinbase Uracil mit einer Methylgruppe an Position 6.

## Darstellung
Die Verbindung entsteht durch Umsetzung von Ethylacetoacetat und Harnstoff in absolutem Ethanol und katalytischen Mengen konz. Salzsäure.